# Travesía Nacional de la Cordillera Cantábrica
La Travesía Nacional de la Cordillera Cantábrica es una prueba de ciclismo de montaña no competitiva que se celebra todos los años desde 1989 el primer fin de semana de septiembre en algún punto de la cordillera cantábria entre Asturias y León.
Actualmente el club ciclista Asturcón BTT se encarga de la organización, tomando el relevo en 1995 del club de montaña Torreblanca. Es una de las rutas más antiguas del panorama ciclista en Asturias y España y cada año reúne a una media de 200 ciclistas.
Como seña de identidad del club, todo el trabajo de investigación, seguimiento durante la prueba, etc. se realiza siempre con bicicletas lo que añade un punto de dificultad en su realización y ayuda a la conservación del entorno natural. Solamente se utilizan vehículos de motor para el transporte de la logística y siempre evitando el trazado de los ciclistas.

## Ediciones
- 1990 - San Isidro - Bezanes
- 1991 - San Isidro - Sajambre
- 1992 - Picos de Europa - Posada de Valdeón
- 1993 - Somiedo
- 1994 - Pajares
- 1995 - Teverga
- 1996 - Cangas de Narcea
- 1997 - Cangas de Onís
- 1998 - Pajares
- 1999 - Somiedo
- 2000 - San Isidro
- 2001 - Teverga
- 2002 - Cangas de Narcea
- 2003 - San Isidro
- 2004 - Pajares
- 2005 - Somiedo
- 2006 - Picos de Europa (Potes)
- 2007 - Cangas de Onis
- 2008 - Cangas de Narcea
- 2009 - Teverga
- 2010 - San Isidro
- 2011 - Somiedo
- 2012 - Quirós
- 2013 - Pajares
- 2014 - Felechosa (Aller)
- 2015-Teverga
- 2016- Somiedo